# Сант'Антонино (Месина)
Сант'Антонино је насеље у Италији у округу Месина, региону Сицилија.
Према процени из 2011. у насељу је живело 11 становника. Насеље се налази на надморској висини од 95 м.